# Lijst van burgemeesters van Oisterwijk
Dit is een lijst van burgemeesters van de Nederlandse gemeente Oisterwijk in de provincie Noord-Brabant.
| Ambtsperiode | Naam burgemeester                                                    | Partij of stroming | Bijzonderheden |
| ------------ | -------------------------------------------------------------------- | ------------------ | -------------- |
| 1816         | Folkert van Rijpperda (1786-1863)                                    |                    |                |
| 1824 - 1832  | Piet (P.E.) Wierdsma                                                 |                    | eerst schout   |
| 1832 - 1878  | Hendrik Vogels                                                       |                    |                |
| 1878 - 1879  | Sjef Suijs                                                           |                    |                |
| 1879 - 1881  | Adrianus Martinus Canters                                            |                    |                |
| 1881 - 1886  | jhr. Victor Marie van Rijckevorsel van Kessel (1854-1927)            |                    |                |
| 1887 - 1910  | Drikske (H.) van Beckhoven                                           |                    |                |
| 1911 - 1921  | J.C. de Keijzer                                                      |                    |                |
| 1922 - 1952  | Johannes Jacobus Linus Maria Verwiel                                 |                    |                |
| 1952 - 1965  | Henri Louis Felix Marie baron van Hövell van Wezeveld en Westerflier | KVP                |                |
| 1965 - 1982  | Bart (B.) Funk                                                       | KVP                |                |
| 1982 - 1990  | Harry (H.W.G.) Opheij                                                | CDA                |                |
| 1990 - 2009  | Yvo (Y.C.Th.J.) Kortmann                                             | CDA                |                |
| 2009 - heden | Hans (J.F.M.) Janssen                                                | CDA                |                |
| 2013 - 2014  | Henk (H.P.Th.M.) Willems                                             | PvdA               | waarnemend     |